# Neil Finn
Neil Mullane Finn (nascut el 27 de maig de 1958, a Te Awamutu, Nova Zelanda) és cantant i compositor i un dels músics més importants de Nova Zelanda. És el líder de la banda Crowded House i prèviament de la desapareguda banda Split Enz.
Neil va iniciar la seva important carrera a finals dels anys setanta després de substituir el cantant i compositor Phil Judd en la banda del seu germà Timm Finn anomenada Split Enz. En el grup, Neil Finn va compondre els hits "One Step Ahead", "History Never Repeats", "I Got You" i "Message to My Girl", entre d'altres. Neil Finn va establir la seva fama internacionalment després de la ruptura de la banda Split Enz l'any 1984, quan va crear la banda Crowded House amb el bateria de Split Enz Paul Hester l'any 1985. El grup va aconseguir l'èxit internacional l'any 1987 quan van publica r el single Don't dream it’s over composta pel mateix Neil Finn. L'any 1995 ‘’’Neil Finn'’’ juntament amb el seu germà Tim Finn van publicar un àlbum amb el nom Finn amb cançons com Last day of June o Kiss the road to Rarotonga. Neil Finn va dissoldre Crowded House l'any 1996 per embarcar-se en què ha sigut una carrera en solitari moderadament reeixida amb dos àlbums: Try whistling this i One nil. L'any 2004 va editar un nou àlbum amb el seu germà Tim Finn aquest cop amb el sobrenom artístic de Finn Brothers. Finalment, l'any 2007 ‘’’Neil Finn'’’ va reunificar Crowded House i van editar un àlbum (Time on Earth) i van fer una gira mundial.

## Biografia

### Split Enz
Neil Finn va anar a l'escola Sacred Heart boarding school, i Te Awamutu College. A l'edat de 12 anys va decidir que seria músic, i durant els seus anys d'estudiant va actuar en presons, hospitals i també en trobades locals.
Neil va acabar l'escola l'any 1975. Un any més tard va formar la banda After Hours (amb Mark Hough, Geoff Chunn i Alan Brown). No gaire després del debut d'After Hours, Neil va ser convidat a Londres per formar part de Split Enz, la banda formada pel seu germà gran Tim Finn. Va compondre el seu primer hit internacional "I got you", i va contribuir significativament a la resta d'àlbums, i fins i tot va assumir breument el lideratge del grup després que Tim deixés la banda l'any 1984, poc abans que es dissolgués.
La banda Split Enz va dissoldre's l'any 1984. Neil Finn va formar una nova banda anomenada The Mullanes (sent Mullane tant el seu segon nom com el cognom original de la seva mare) amb el bateria de Split Enz Paul Hester, el guitarrista Craig Hooper de The Reels i el baixista Nick Seymour. Hooper va deixar la banda abans de la gravació del seu primer àlbum, just en el moment en què la banda va canviar de nom per anomenar-se Crowded House, inspirat en l'habitatge llogat que van compartir durant la gravació a Los Angeles.

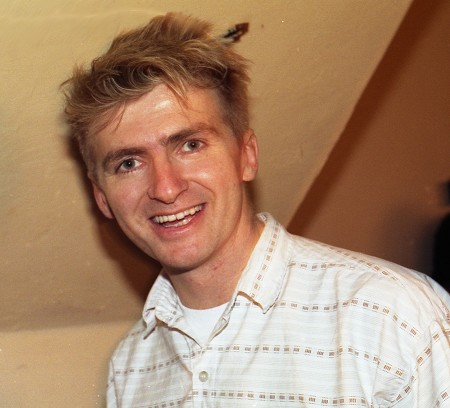
Neil Finn el 1987.

### Crowded House
Crowded House va tenir un enorme èxit internacional, en particular amb dos grans hits: "Don't dream it’s over" (EUA #2, 1987) i "Weather with you" (UK #7, 1992).
Després d'editar quatre àlbums ("Crowded House", "Temple of Low Men", "Woodface" i "Together alone") la banda va dissoldre's l'any 1996, just en el moment d'editar un àlbum recopilatori (Recurring Dream). Després de la dissolució, Neil va començar una carrera en solitari. L'any 1999, es va editar l'àlbum "Afterglow" que conté rareses i cançons de Crowded House que no estaven en cap dels altres àlbums de la banda.
El gener de 2007, es va anunciar que Crowded House es reunificaria amb Neil, Nick Seymour i Mark Hart i un nou bateria Matt Sherrod (després de la mort de Paul Hester l'any 2005). El nou àlbum de la banda "Time on Earth" va ser publicat el juny de 2007.

### Carrera en solitari
Neil Finn ha publicat dos àlbums en solitari: ‘’Try whistling this’’ (1998) i One Nil (2001). L'any 2002 ‘’One Nil'’ va ser publicat als Estats Units i Canada remesclat, reordenat i rebatejat com a One All.
A més a més, Neil i el seu germà Tim ha col·laborat junts en dos àlbums. En el primer van usar el nom artístic Finn amb un àlbum amb el mateix nom, i publicat l'any 1995. L'any 2004 van publicar l'àlbum Everyone is here amb el nom artístic de Finn Brothers.
L'any 2001, Neil va publicar un àlbum/DVD en concert ("7 worlds collide") amb cançons enregistrades al St. James Theater d'Auckland (Nova Zelanda) amb col·laboracions com Lisa Germano, Sebastian Steinberg (Soul Coughing), Ed O'Brien and Phil Selway (Radiohead), Johnny Marr (The Smiths), Eddie Vedder (Pearl Jam), Paul Jeffrey, Tim Finn, i Betchadupa (la banda del seu fill Liam Finn). També en el mateix any, Neil es va involucrar intensament en la creació de la banda sonora de la pel·lícula "Rain".

### Col·laboracions
La publicació de "Taking the long way" de la banda Dixie Chicks inclou una cançó co-escrita amb Neil Finn, titulada "Silent house". Neil també col·labora amb les veus de la cançó "Everyday is a winding road" de la cantant Sheryl Crow en l'àlbum homònim de l'artista, editat l'any 1997. Neil també ha produït i gravat amb diferents artistes de Nova Zelanda com Bic Runga, The Mutton Birds i Dave Dobbyn.
L'any 2006, Neil i Tim Finn van ser honorificats per un conjunt de dones que van regravar i reinterpretar una selecció de les seves cançons amb l'àlbum "She will have her way" en què hi col·laboren artistes com Kasey Chambers, Clare Bowditch, Boh Runga amb la seva banda Stellar*, Renée Geyer, Brooke Fraser, Holly Throsby, Sarah Blasko, Amiel i Natalie Imbruglia.
Neil Finn ha contribuït com a artista en solitari en diferents bandes sonores de pel·lícules:
- Rain
- Boston legal
- The waiting game
- Antz
- Sports night

## Família
Neil Finn es va casar amb Sharon Dawn Johnson el 13 de febrer de 1982. La cançó "I love you Dawn", disponible en el disc de rareses "Aftergow", va ser composta i dedicada a la seva dona.
El matrimoni té dos fills Liam Finn (nascut l'any 1983 – la cançó "Our day" de Split Enz parla del seu naixement) i Elroy Timothy (nascut l'any 1989). Els dos fills toquen diferents instruments, i sovint actuen acompanyant al seu pare en alguna gira i a l'estudi de gravació.
Liam Finn tenia la seva pròpia banda Betchadupa, originalment formada a Auckland (Nova Zelanda) i després a Londres. Posteriorment va editar un àlbum en solitari "I’ll be lightning" l'any 2007. Elroy també segueix els passos del seu pare i germà com a bateria de la banda "The Tricks".
Sharon Finn crea aranyes (de llum) al seu taller a Auckland. Moltes aranyes dissenyades per Sharon estaven a l'escenari de la gira de l'àlbum "Everyone is here" als anys 2004-2005.
Sharon apareix en veus de diferents àlbums com "Crowded House" de Crowded House" i "Watching angels mind" d'Alex LLoyd.

## Discografia de Neil Finn en solitari

### Àlbums
| Àlbum                 | Publicació | Llistes                                      | Singles                                                          |                                                                  |
| --------------------- | --- | -------------------------------------------- | ---------------------------------------------------------------- | ---------------------------------------------------------------- |
| Try Whistling This    | 1998 - Publicació del seu disc de debut en solitari | - #1 (AUS) - #1 {NZ) - #18 (NOR) - #88 (HOL) | - "Sinner" - "She Will Have Her Way"                             | - "Sinner" - "She Will Have Her Way"                             |
| Sessions at West 54th | 2000 - Part de la sèrie de televisió americana Sessions at West 54th. |                                              |                                                                  |                                                                  |
| One Nil               | 2001 - Segon disc en solitari - Publicat amb el nom One All als Estats Units i Canadà l'any 2002. | - #1 {NZ) - #9 (ARIA)                        | - "Rest of the Day Off" - "Wherever You Are" - "Hole In the Ice" | - "Rest of the Day Off" - "Wherever You Are" - "Hole In the Ice" |
| 7 Worlds Collide      | 2001 - Amb col·laboracions com Eddie Vedder de Pearl Jam, Lisa Germano, Sebastian Steinberg, Johnny Marr, Tim Finn, Betchadupa i músics originals de Nova Zelanda i membres de la banda britànica Radiohead. | - #5 {NZ)                                    |                                                                  |                                                                  |

### Singles
| Data       | Single                  | Àlbum              | Llista | Llista | Llista |
| Data       | Single                  | Àlbum              | NZ     | AU     | UK     |
| ---------- | ----------------------- | ------------------ | ------ | ------ | ------ |
| 14-06-1998 | "Sinner"                | Try Whistling This | –      | #40    | #39    |
| 21-06-1998 | "She Will Have Her Way" | Try Whistling This | #19    | –      | #26    |
| 27-06-1999 | "I Can See Clearly Now" |                    | #16    | –      | –      |
| 03-10-1999 | "Can You Hear Us"       |                    | #1     | –      | –      |
| 25-03-2001 | "Rest of the Day Off"   | One Nil            | #29    | –      | –      |
| 2001       | "Wherever You Are"      | One Nil            | –      | –      | #32    |
| 2001       | "Hole In the Ice"       | One Nil            | –      | –      | –      |